# Kwak (Nwa)
Pour les articles homonymes, voir Kwak.
Kwak  est un village du Cameroun situé dans le département du Donga-Mantung et la Région du Nord-Ouest, à proximité de la frontière avec le Nigeria. Il fait partie de la commune de Nwa.

## Démographie
Lors du recensement de 2005, 988 habitants y ont été dénombrés, dont 500 hommes et 488 femmes. Ceux-ci habitent dans les quartiers de Ntoh, Mafum, Musooh, Tsmchah et Kwer. La majorité des habitants font partie du clan Yamba. En effet, on y parle le Yamba, une langue des Grassfields.
Pendant l'été de 2011 (moment où les données ont été récoltées), 127 personnes vulnérables habitaient à Kwak. Celle-ci n'ont accès à aucune ressource sociale vu que des programmes d'aide n'existent pas.

## Agriculture et élevage
L'agriculture est importante à Kwak. Parmi les plantes cultivées, on trouve du maïs, des plantains, des bananes, du sorgho, des fèves, du soya, du manioc, des pommes de terre, du taro, des palmiers à huile, des papayes et des oranges.
L'élevage est peu développé à Kwak. Cependant, partout dans la commune, on élève des chèvres, des moutons, des porcs, des cochons d'Inde, des poules et des lapins.

## Éducation
GS Kwak  est la seule école de Kwak. Cette école primaire publique a été fondée en 1994. 167 enfants étudiaient dans cette école primaire pendant l'été 2011 (moment où les données ont été récoltées), tandis que quatre maître-parents et un enseignant contractuel y travaillaient. Il n'y a pas d'équipement de salle de classe à GS Kwak. Un bâtiment de l'école est en bon état et les trois autres sont en mauvais état. L'école possède des latrines, et une association parents-enseignants existe.

## Santé
Il y a une clinique de soins primaires à Kwak.

## Eau et ressources énergétiques
Il n'y a de source d'eau potable sanitaire à Kwak. Les habitants du village doivent donc s'approvisionner à des points d'eau qui pourraient contenir des pathogènes et autres produits nocifs pour la santé.
Kwak, comme tous les autres villages de la commune de Nwa, n'est pas électrifié.

## Commerce
Il n'y a pas de marché à Kwak.

## Transports
Kwak est connecté à une route rurale. Par contre, celle-ci est en très mauvais état. En effet, aucune route dans la commune de Nwa est pavée, et elles sont d'habitude uniquement accessible par des véhicules tout-terrains, même pendant la saison sèche.

## Travaux publics et développements futurs
Selon le Plan de Développement Communal du Conseil de Nwa, écrit dans l'optique de faire du Cameroun une économie émergente en 2035, on prévoit la complétion des projets suivants à Kwak :
- construire un système d'approvisionnement en eau ;
- construire quatre classes à GS Kwak ;
- donner des bourses (350 000 francs CFA par année pour cinq étudiants) pour aider des enfants pauvres ;
- construire un marché ;
- construire un centre de santé ;
- construire un centre communautaire ;
- aplanir et entretenir la route passant par Ngung, Kwak et Sih ;
- asphalter la route entre Ntong et Kwak.